# Соуза, Томе
Томе де Кастро Соуза (порт. Tomé de Castro Sousa, род. 16 декабря 2006, Мая) — португальский футболист, вратарь клуба «Боавишта».

## Клубная карьера
Соуза — воспитанник клуба «Боавишта». 16 сентября 2024 года в матче против столичной «Эштрела Амадора» он дебютировал в Сангриш лиге.